# Торов, Дмитрий Григорьевич
Дми́трий Григо́рьевич То́ров (25 октября 1877, Мелитопольский уезд, Таврическая губерния — 8 августа 1936, Киев, Киевская область, Украинская ССР, СССР) — русский и украинский советский художник-архитектор, педагог. Брат художника-архитектора Ивана Григорьевича Торова (золотая медаль ИАХ за 1894 год). 

## Биография
Родился 25 октября 1877 года в Мелитопольском уезде Таврической губернии в семье купца. В 1898 году поступил и в 1906 году окончил Высшее художественное училище при Императорской Академии художеств и получил звание художника-архитектора за проект кафедрального собора для губернского города.
В 1906 году окончил педагогические курсы при этой же Академии художеств, где получил свидетельство 1-го разряда на право преподавания рисования в средних учебных заведениях. В 1906—1910 годах преподавал рисование, черчение и чистописание в Киевском двухклассном училище имени М. Х. Бунге, Киевской женской гимназии «Группы родителей», мужской гимназии М . А. Стельмашенко.
Работал в Киеве и Харькове в начале XX века, употребляя формы модерна и модернизированных исторических стилей.
Умер 8 августа 1936 года. Похоронен в Киеве на Лукьяновском кладбище (участок № 20, ряд 8, место 4).

## Семья
- Жена — Александра Амаевий
- Дети: Наталья и Ольга.

## Постройки
- Доходный дом Б. Мороза на улице Владимирской № 61/11 (1910);
- Торговый дом И. Закса на улице Крещатик № 6 (1910—1913 года, соавтор Иосиф Зекцер)
- Комплекс сооружений Общества скорой медицинской помощи на улице Рейтарской № 22, больницы — № 24 (1912—1914 года, соавтор Иосиф Зекцер.